# Vugraph
Vugraph is een methode die het mogelijk maakt het bieden en spelen van een bridgespel op een scherm te laten zien.

## Geschiedenis
Het werd in 1991 op verzoek van de Amerikaanse Bridgebond ontwikkeld door Fred Gitelman, een Amerikaans bridger. In 1993 werd het aangepast zodat het ook door Microsoft Windows gebruikt kon worden.
Gitelman richtte in 2001 ook het Bridge Base Online (BBO) op, een programma waarmee dagelijks duizenden spelers bridgen. Vugraph is op BBO te volgen. Tegenwoordig worden bijna dagelijks internationale toernooien vertoond. Ook de toernooien van de Nederlandse Meesterklasse zijn op Vugraph te zien.